# 蓼国
蓼国，是中国历史上春秋时代的诸侯国。春秋时代有两个同名的蓼国。
一个是《春秋左氏传·桓公十一年》记载公元前701年（楚武王四十年）“郧人军于蒲骚，将与随、绞、州、蓼伐楚师”。此为位于今河南省唐河县的蓼国，此国亦称廖国。《春秋左氏传·哀公十七年》记载春秋末期的楚国大夫追溯先君楚武王克州国和蓼国的功业，州蓼两国一起提，应该是这个楚武王四十年曾经和州国等国谋划联合讨伐楚国的蓼国。
另一个是《春秋左氏传·文公五年》记载的公元前622年即楚穆王四年，“楚公子燮灭蓼”的这个位于今河南省固始县的蓼国，此蓼国为庭坚（又称高阳或者八恺）之后裔。
另春秋时代在今安徽省舒城县一带有舒蓼國，为偃姓的群舒之一。

## 地理位置
《春秋左氏传·文公五年》记载的蓼国位置在河南固始县东北，都城为现安徽霍邱城关附近。国都位于固始县蓼城岗遗址。
《春秋左氏传·桓公十一年》记载的蓼国在今河南唐河县南。
楚国设立「雩娄邑」（邑治在今固始县陈淋镇附近）和「鸡父邑」（邑治在今金寨县开顺镇）两座城池。
秦统一中国之后，没有在此设立郡县，蓼国的地盘隶属于九江郡。项羽建立西楚之后，公元前206年在此建立了「九江国」，九江王为英布。
西汉在原来的蓼国设立了安风县、蓼县、安丰县、雩娄县、阳泉县，隶属淮南国九江郡。汉武帝元狩二年，公元前121年，武帝封胶东康王幼子刘庆为六安王，以此五县归其辖。后又设「义城县」，不久废。
其领地的另一部分改称湖阳。汉置湖阳县，属南阳郡。郡该地后世有湖阳城。

## 古蓼国遗址
2006年1月在河南省固始县高墩子村，发现了一处西周时期一座大型城市的遗址。很多人认为这就是古蓼国遗址。这个遗址中部是一个大型房基，四周环绕着护城濠沟。这座遗址是河南省发现的西周时期夯土基址中，面积最大的一个。
大型房基的局部保存完好。于南墙和居住面中，发现了南北不等分排列的15排柱洞。居住面大致能分出3到4层，有柱洞200多个保留至今。这座房子在历史上多次进行维修。
护城壕的宽度大约14到16米，底部距离现地表5米。
此遗址曾经出土了大量西周时期陶器的碎片。
这处遗址占地面积约有3万平方米。东西长度大约64米，南北款度大约有62米，高度有两米。中间的大房基东西长度大约32米，南北残缺的边界的宽度有5至30米。当年的面积在960平方米以上。

## 史书相关记载
《史记·夏本纪》：禹封皋陶之后（偃姓）于英六。
《正义》：英即蓼也，是为虞蓼子国，殷（商）属徐州。
《禹贡指南》：殷割淮南江北以益徐。